# بيل هيكس (مدير فني)
بيل هيكس (بالإنجليزية: Bill Hicks)‏ هو مدير فني أمريكي، ولد في 16 مايو 1940.